# Watulawang
Watulawang is een bestuurslaag in het regentschap Kebumen van de provincie Midden-Java, Indonesië. Watulawang telt 939 inwoners (volkstelling 2010).